# Knezovec
Knezovec – wieś w Chorwacji, w żupanii medzimurskiej, w gminie Šenkovec. W 2011 roku liczyła 413 mieszkańców.